# 錢進球場
《錢進球場》是由森高夕次原作、足立金太郎（太平洋聯盟篇連載之前筆名「足立刑事」）負責作畫以日本職棒題材的日本漫畫作品，於《Morning》（講談社）上的2010年12月至2014年8月連載第一部，同年2014年9月至2018年3月連載第二部《錢進球場 ～東京巨蛋篇～》，2018年3月至2021年8月連載第三部《錢進球場 ～太平洋聯盟篇～》，2021年12月起連載第四部《錢進球場 ～大聯盟篇～》。漫畫改編電視動畫由STUDIO DEEN製作，第1季於2018年4月至6月播出；第2季於同年10月至12月播出。2020年3月開始在《Evening》（講談社）連載外傳《錢進球場 ～夏之介的青春～》（太秦洋介負責作畫）。
本作故事是以重視金錢的職棒中繼左投凡田夏之介為主角，描述職業棒球員的職業生涯和職場生態。而作品名稱是一個作者原創的混成詞，指（球場）和（金錢），是將日本棒球運動員鶴岡一人的名言（金錢灑在球場上。）縮減而成。

## 登場角色

### 凡田家
凡田夏之介（聲：落合福嗣）
棒球位置：投手(左投左打)。年齡：26歲（故事開始時）；身高：178公分；體重：79公斤；出身：山梨縣。
所屬球隊：神宮蜘蛛隊→波士頓藍襪隊→文京Mops→仙台Golden Cups。球衣號碼：57→39→40→41。
年薪：1800萬（故事開始時）→2600萬→3000萬(+300萬激勵獎金)→8000萬→9500萬→FA（3年，4億5000萬）。
高中畢業後隨即加入職業棒球界，左中繼投手和一人左投，在職業棒球界已經打滾八年。由於球探曾對他說球員生涯的短暫，必須要賺到退休後足以生活的費用，否則退休後的年收入可能連普通上班族的一半都不到，因此在球場上對錢非常執著，常把「球場上埋著錢」掛在嘴邊。
喜歡研究年鑑，對於球員年薪有著極大興趣，遇到年薪比自己低的球員會輕視，即使是右打者也能輕蔑的將對方三振。相反的，對於遇到年薪比自己略高的球員，容易讓自己陷入迷惘而表現不佳，但是當年薪超過一億日元時思考反而會當機，卻因此能發揮不錯的成績。
連載初期擔任球隊的中繼左投，在系列賽表現平平，卻在季後賽大放異彩而得到加薪的機會。加入職棒第九年，在球團考量缺乏優秀的先發左投手的情況下，從牛棚中繼升格為先發，但先發上場時隊友打擊火力全都未開張，進而累積大量的壓力想回牛棚繼續擔任中繼。雖然最後找到了先發投手應有的直覺跟態度，並創下「完投九局零失分」的壯舉，但最後擔任先發的首年還是留下了「13戰0勝」的不光彩成績，而被踢到二軍作為回歸中繼投手的冷卻期。
在生涯第九年的季後賽時大顯神威，以極少的用球數在短局數中多次重挫對手士氣，即使球隊以勉強擠進第三名的成績進季後賽，仍然在中央聯盟冠軍賽橫掃對手，跌破記者與球評的眼鏡，並拿下季後賽MVP。
然而在日本大賽中與第四棒強打丸金千太郎，因為過於緊張而表現失常，使球隊開賽就吞下三連敗，遭到球迷的怒罵。認為對於加薪完全沒有幫助的日本大賽中，還要不斷出醜、遭人謾罵非常不划算，便破罐子破摔以放棄的心態隨意投球，卻因此反而讓球隊起死回生，在三連敗後拿下四連勝奪得日本冠軍，凡田雖然與日本大賽MVP擦肩而過，卻也拿下最有價值投手獎。
樣板球員類似於東京養樂多燕子的左投手佐藤賢，身為左投手有罕見的極高控球能力，使用側肩投法，擅長滑球與指叉球。球速約135公里，快速球曾有過148公里的紀錄，在精準控球的同時能維持球速是其個人特色。學生時代眼界比起其他高中生更廣，對於職業生涯也想得比普通高中生更遠、更現實，與棒球社的學長兼王牌投手：西浦菜津樹，互看不順眼，雖然在控球上力壓隊上的王牌，但在投球的氣勢跟球速卻被對方壓制，只有球探跟教練看出夏之介的潛能。
小雪（聲：M·A·O）
年齡：24歳（故事開始時）。在銀座惠比壽味平食堂擔任侍應，大學畢業後轉讀烹飪學校，成為食堂裡的菜單設計。長相甜美，有不少男性顧客為了他而上門，也是凡田的暗戀對象。本來身為大阪人而支持大阪誘惑者，從而對神宮神宮蜘的中繼投手凡田非常反感，但即使如此也依然沒有對常來食堂用餐的凡田留下印象。
在季後賽結束後的球迷回饋活動中，跟凡田有極近距離的接觸，之後凡田轉任先發開始有知名度時，才知道常來餐廳用餐的陌生人是職業球員，慢慢開始對凡田與神宮Spiders隊有好感。最後跟凡田結婚

### 神宮蜘蛛
田邊（聲：二又一成）
年齡：65歲，球隊職務：球隊總教練，所屬球隊：神宮蜘蛛隊，球衣號碼：90。
迫田（聲：乃村健次）
年齡：39歳，球隊職務：牛棚教練，所屬球隊：神宮蜘蛛隊，球衣號碼：79。
小里（聲：石野竜三）
年齡：56歳，球隊職務：一軍投手教練，所屬球隊：神宮蜘蛛隊，球衣號碼：80。
寺杉洋三（聲：伊藤健太郎）
年齡：32歳，守備位置：捕手，所屬球隊：神宮蜘蛛隊，球衣號碼：2，年薪：1億4000萬。
澁谷章（聲：星野貴紀）
年齡：27歳，守備位置：右投手，所屬球隊：神宮蜘蛛隊→名古屋Wild，球衣號碼：25→14，年薪：3700萬→8000萬。
大野雪雄（聲：白井悠介）
年齡：25歳，守備位置：左外野手 投打習慣：右投左打 所屬球隊：神宮蜘蛛隊，球衣號碼：41→3→41，年薪：1000萬→3900萬→3600萬→1億。
井田（聲：高橋伸也）
年齡：28歳，守備位置：投手，所屬球隊：神宮蜘蛛隊。
山里（聲：龜山雄慈）
年齡：25歳，守備位置：投手，所屬球隊：神宮蜘蛛隊。
最上（聲：小林直人）
年齡：23歳，守備位置：投手，所屬球隊：神宮蜘蛛隊。
湯瑪斯·赫普博（聲：小西克幸）
年齡：25歳，守備位置：左中繼投手，所屬球隊：神宮蜘蛛隊，球衣號碼：65，年薪：2000萬。
來自美國的洋將，力量和速度型投手。身高超過兩米，脾氣暴躁，很怕因為洋將名額滿額，而再被送到二軍（Minors）。第一次跟凡田參觀靖國神社時祈求美日不會再次陷入戰爭。
樹六破（聲：高木涉）
年齡：26歳，守備位置：右外野手／板凳代打，所屬球隊：神宮蜘蛛隊，球衣號碼：60，年薪：650萬→1300萬→4600萬。
性格隨和，對於打職業棒球只是興趣培養的心態，喜歡及適應節奏較慢的二軍比賽，因此在二軍總是有不錯的表現。
每當升上一軍出賽時，在重要時刻常常發生守備失誤。
樹六破非常呵護妻子，妻子產檢後，得知肚中胎兒胎位不正時，心情受到影響而表現更為失常。
因此被凡田訓話後，決定離開埼玉的住家，搬到東京獨立生活，暫時不要黏著妻子，因此在文京掃帚隊（原型為中央聯盟的讀賣巨人隊）兩場比賽中接連轟出追平比數的兩分全壘打、逆轉三分全壘打。
接著在面對廣島瀨戶內Carnabeats（原型為中央聯盟的廣島東洋鯉魚隊）三連戰中先發擔任指定打擊，12個打數繳出8支安打，包含一發全壘打及8分打點的優異表現，讓神宮蜘蛛隊三連勝橫掃廣島瀨戶內Carnabeats，也讓凡田其中一場比賽上場中繼時拿下第四勝。由於同在A段班競爭的文京掃帚隊和大阪誘惑者隊（原型為中央聯盟的阪神虎隊）皆連輸球，神宮蜘蛛隊躍升為中央聯盟排名第一。
有了出色的表現後，樹六破還是忍不住想見家人的心情，於是回埼玉探望即將臨盆的妻子。回來後在例行賽剩下10場的球季尾聲，表現突然嚴重滑落。其實是別隊情蒐小組已經對樹六破做了研究，發現他不擅長打變化球，因此作出應對措施。
例行賽倒數第二場，在神宮主場面對排名第二名-大阪誘惑者隊的比賽當天，這是攸關聯盟冠軍的重要例行賽。妻子卻剛好當天臨盆，並剖腹產下男嬰。但男嬰一出生卻沒有呼吸，被送至深切治療病房，樹六破得知後無心比賽而吵著要脫隊趕去醫院，岳父反而訓斥，叫他在沒有贏得比賽、拿下聯盟冠軍前不准回家。
比賽的過程中，雙方陷入無得分的投手戰僵局，凡田上場中繼時，卻在8局上被擊出一支陽春全壘打，形成神宮蜘蛛隊一分落後。眼看比賽將要輸球，樹六破在9局下上場代打，擊出追平比數陽春全壘打，讓比賽進入延長賽，最後打完12局和局。
這場比賽後，前兩名球隊比較勝場差及剩1場的例行賽情況下，神宮蜘蛛隊確定拿下聯盟冠軍，取得晉級高潮系列戰第二輪資格。
事後樹六破承認，比賽過程中太過擔心妻兒不穩定的狀況，反而讓他忘記打不好的陰影、釋放輸贏的壓力，因此有好表現。
原先凡田承擔敗戰投手的責任，也因為這支代打全壘打而解套。

### 大阪誘惑者
萩原（聲：松川央樹）
棒球位置：總教練，所屬球隊：大阪誘惑者隊，球衣號碼：72。
土井
年齡：30歳，棒球位置：右打者，所屬球隊：大阪誘惑者隊二軍，球衣號碼：5，年薪：700萬。

### 其他角色
德永（聲：浪川大輔）
棒球廣播解說員，原職業棒球投手，已退役。
安田（聲：天田益男）
棒球球探，帶領凡田夏之介進入職棒。
荻原（聲：卷島直樹）
銀羽電台導播，讓德永擔任解說員。
松本秀夫（聲：松本秀夫）
唯一實際人物。棒球球評，比賽之外同時在音羽電台有主持節目。他的現實搭檔也會客串出演。

## 出版書籍
《錢進球場》（全17冊）
| 冊數 | 講談社         | 講談社                 | 東立出版社    | 東立出版社             |
| 冊數 | 發售日期       | ISBN                   | 發售日期      | ISBN                   |
| ---- | -------------- | ---------------------- | ------------- | ---------------------- |
| 1    | 2011年5月23日  | ISBN 978-4-06-387004-6 | 2012年9月7日  | ISBN 978-986-10-9839-5 |
| 2    | 2011年9月23日  | ISBN 978-4-06-387043-5 | 2012年9月7日  | ISBN 978-986-10-9840-1 |
| 3    | 2011年12月22日 | ISBN 978-4-06-387069-5 | 2013年4月2日  | ISBN 978-986-10-9841-8 |
| 4    | 2012年3月23日  | ISBN 978-4-06-387096-1 | 2013年6月4日  | ISBN 978-986-10-9842-5 |
| 5    | 2012年6月22日  | ISBN 978-4-06-387121-0 | 2013年7月16日 | ISBN 978-986-317-460-8 |
| 6    | 2012年7月23日  | ISBN 978-4-06-387131-9 | 2013年9月11日 | ISBN 978-986-317-461-5 |
| 7    | 2012年9月21日  | ISBN 978-4-06-387146-3 | 尚未出版      | 尚未出版               |
| 8    | 2012年11月22日 | ISBN 978-4-06-387157-9 | 尚未出版      | 尚未出版               |
| 9    | 2013年2月22日  | ISBN 978-4-06-387189-0 | 尚未出版      | 尚未出版               |
| 10   | 2013年5月23日  | ISBN 978-4-06-387211-8 | 尚未出版      | 尚未出版               |
| 11   | 2013年7月23日  | ISBN 978-4-06-387231-6 | 尚未出版      | 尚未出版               |
| 12   | 2013年10月23日 | ISBN 978-4-06-387248-4 | 尚未出版      | 尚未出版               |
| 13   | 2014年1月23日  | ISBN 978-4-06-387286-6 | 尚未出版      | 尚未出版               |
| 14   | 2014年4月23日  | ISBN 978-4-06-388327-5 | 尚未出版      | 尚未出版               |
| 15   | 2014年7月23日  | ISBN 978-4-06-388352-7 | 尚未出版      | 尚未出版               |
| 16   | 2014年10月23日 | ISBN 978-4-06-388382-4 | 尚未出版      | 尚未出版               |
| 17   | 2015年1月23日  | ISBN 978-4-06-388417-3 | 尚未出版      | 尚未出版               |

《錢進球場 ～東京巨蛋篇～》（全15冊）
| 冊數 | 講談社         | 講談社                 |
| 冊數 | 發售日期       | ISBN                   |
| ---- | -------------- | ---------------------- |
| 1    | 2015年1月23日  | ISBN 978-4-06-388421-0 |
| 2    | 2015年4月23日  | ISBN 978-4-06-388453-1 |
| 3    | 2015年7月23日  | ISBN 978-4-06-388476-0 |
| 4    | 2015年10月23日 | ISBN 978-4-06-388513-2 |
| 5    | 2016年1月22日  | ISBN 978-4-06-388549-1 |
| 6    | 2016年4月22日  | ISBN 978-4-06-388584-2 |
| 7    | 2016年7月22日  | ISBN 978-4-06-388620-7 |
| 8    | 2016年9月23日  | ISBN 978-4-06-388642-9 |
| 9    | 2016年11月22日 | ISBN 978-4-06-388662-7 |
| 10   | 2017年3月23日  | ISBN 978-4-06-388695-5 |
| 11   | 2017年5月23日  | ISBN 978-4-06-388727-3 |
| 12   | 2017年8月23日  | ISBN 978-4-06-510213-8 |
| 13   | 2017年10月23日 | ISBN 978-4-06-510494-1 |
| 14   | 2018年2月23日  | ISBN 978-4-06-510943-4 |
| 15   | 2018年5月23日  | ISBN 978-4-06-511693-7 |

《錢進球場 ～太平洋聯盟篇～》（全13冊）
| 冊數 | 講談社         | 講談社                 |
| 冊數 | 發售日期       | ISBN                   |
| ---- | -------------- | ---------------------- |
| 1    | 2018年6月22日  | ISBN 978-4-06-512145-0 |
| 2    | 2018年9月21日  | ISBN 978-4-06-512841-1 |
| 3    | 2018年12月21日 | ISBN 978-4-06-514366-7 |
| 4    | 2019年4月23日  | ISBN 978-4-06-515064-1 |
| 5    | 2019年7月23日  | ISBN 978-4-06-516521-8 |
| 6    | 2019年10月23日 | ISBN 978-4-06-517616-0 |
| 7    | 2020年1月23日  | ISBN 978-4-06-518160-7 |
| 8    | 2020年4月23日  | ISBN 978-4-06-519103-3 |
| 9    | 2020年7月20日  | ISBN 978-4-06-520232-6 |
| 10   | 2020年11月20日 | ISBN 978-4-06-521291-2 |
| 11   | 2021年3月23日  | ISBN 978-4-06-522566-0 |
| 12   | 2021年7月20日  | ISBN 978-4-06-523555-3 |
| 13   | 2021年10月21日 | ISBN 978-4-06-525718-0 |

《錢進球場 ～夏之介的青春～》（全6冊）
| 冊數 | 講談社         | 講談社                 |
| 冊數 | 發售日期       | ISBN                   |
| ---- | -------------- | ---------------------- |
| 1    | 2020年7月20日  | ISBN 978-4-06-520260-9 |
| 2    | 2020年11月20日 | ISBN 978-4-06-521414-5 |
| 3    | 2021年3月23日  | ISBN 978-4-06-522455-7 |
| 4    | 2021年7月21日  | ISBN 978-4-06-524162-2 |
| 5    | 2022年10月21日 | ISBN 978-4-06-529194-8 |
| 6    | 2023年2月21日  | ISBN 978-4-06-530753-3 |

## 電視動畫
漫畫改編電視動畫由STUDIO DEEN製作，第1季於2018年4月至6月播出；第2季於同年10月至12月播出。第12話藝人北野武、玉袋筋太郎也以同名角色特別客串，幫主角夏之介配音的落合福嗣跟搞笑組合原市的岩井勇氣2人一起同時在作品官方Twitter進行現場實況。
此外，第8話因為涉及靖國神社，在中國大陸上架後遭播映方自主下架。該集雖已於2018年6月1日重新上架，惟該片段除被刪減外，原先用戶於該集所發的彈幕內容播映方亦全數清空。

### 製作人員
（基本的出處請參照右邊表記的連結）
- 原作：森高夕次、足立刑事
- 導演：渡邊步
- 劇本統籌：高屋敷英夫
- 人物設定：大貫健一（日语：大貫健一）
- 配角設定：高岡淳一（日语：高岡淳一）
- 美術監督：加藤浩（日语：加藤浩）、坂上裕文
- 色彩設計：松本真司
- 攝影監督：越山麻彥
- 3D監督：濱村敏郎
- 剪輯：小野寺桂子
- 音響監督：谷耕史
- 音樂：多田彰文
- 音響製作：Ai Addiction
- 製作人：長內敦、山崎慶彥
- 動畫製作人：浦崎宣光、市岡大輔
- 動畫製作：STUDIO DEEN
- 製作：SKY Perfect JSAT（日语：スカパーJSAT）、講談社

### 主題曲
片頭曲「 feat. SKY-HI」
作詞：上野、SKY-HI，作曲、編曲：岩崎太整，主唱：
片尾曲「SHADOW MONSTER」
作詞、主唱：土岐麻子，作曲、編曲：

### 各話列表
| 話數   | 日文標題 | 中文標題                         | 劇本       | 分鏡     | 演出     | 作畫監督                                        | 總作畫監督 | 原作話     | 首播日期       |
| 第1期  | 第1期    | 第1期                            | 第1期      | 第1期    | 第1期    | 第1期                                           | 第1期      | 第1期      | 第1期          |
| ------ | -------- | -------------------------------- | ---------- | -------- | -------- | ----------------------------------------------- | ---------- | ---------- | -------------- |
| 第1話  |          | 我的工作場所輪值空缺             | 高屋敷英夫 | 渡邊步   | 吉田俊司 | 丸尾一 大西陽一                                 | 工藤裕加   | 第1話第2話 | 2018年 4月6日  |
| 第2話  |          | 習性朋友                         | 高屋敷英夫 | 齋藤德明 | 村田尚樹 | 青野厚司                                        | 山田正樹   | 第3話第4話 | 4月13日        |
| 第3話  |          | 縣友會                           | 高屋敷英夫 | 藤原良二 | 又野弘道 | 重松晉一 小田真弓                               | 工藤裕加   | 第5話      | 4月20日        |
| 第4話  |          | 退休的道路沒能成為職業選手的男人 | 高屋敷英夫 | 志村宏明 | 吉田俊司 | 中熊太一 青野厚司 森悅史                        | 山田正樹   | 第6話第7話 | 4月27日        |
| 第5話  |          | 安全版，危險牌                   | 高屋敷英夫 | 齋藤德明 | 門田英彥 | 權容祥                                          | 工藤裕加   | 第8話      | 5月4日         |
| 第6話  |          | N倍                              | 高屋敷英夫 | 藤原良二 | 村田尚樹 | 和田伸一 青野厚司 大西陽一 岡戶智凱             | 山田正樹   | 第9話      | 5月11日        |
| 第7話  |          | 明明在二軍卻是一軍               | 高屋敷英夫 | 鮑柏白旗 | 又野弘道 | 重松晉一 小田真弓 柳野龍男                      | 工藤裕加   | 第10話     | 5月18日        |
| 第8話  |          | 前往球場的通勤問題               | 高屋敷英夫 | 齋藤徳明 | 前園文夫 | 青柳謙二 飯飼一幸 小笠原理惠                    | 山田正樹   | 第11話     | 5月25日        |
| 第9話  |          | 教師或負面教材                   | 高屋敷英夫 | 藤原良二 | 土屋浩幸 | 中熊太一 山村俊了 森悅史                        | 山田正樹   | 第12話     | 6月1日         |
| 第10話 |          | 高中畢業與大學畢業               | 高屋敷英夫 | 齋藤德明 | 門田英彥 | 權容祥                                          | 山田正樹   | 第13話     | 6月8日         |
| 第11話 |          | 沒有能投的球                     | 高屋敷英夫 | 志村宏明 | 古賀一臣 | 青柳謙二 飯飼一幸 小笠原理惠                    | 山田正樹   | 第14話     | 6月15日        |
| 第12話 |          | 孤獨的美食                       | 高屋敷英夫 | 西澤晉   | 吉田俊司 | 青野厚司 森悅史 大西陽一                        | 山田正樹   | 第15話     | 6月22日        |
| 第2期  |          |                                  |            |          |          |                                                 |            |            |                |
| 第13話 |          | 重回一軍                         | 高屋敷英夫 | 藤原良二 | 村田尚樹 | 中熊太一 小田真弓 木下 青野厚司 森悅史 岡戶智凱 | 工藤裕加   | 第17話     | 2018年 10月5日 |
| 第14話 |          | 天真的選手                       | 高屋敷英夫 | 齋藤德明 | 門田英彥 | 權容祥                                          | 山田正樹   | 第18話     | 10月12日       |
| 第15話 |          | 上升到第一名                     | 高屋敷英夫 | 又野弘道 | 又野弘道 | 大西陽一                                        | 工藤裕加   | 第18話     | 10月19日       |
| 第16話 |          | 慶賀聯盟冠軍                     | 高屋敷英夫 | 藤原良二 | 前屋俊廣 | 井一平 山本徑子                                 | 山田正樹   | 第18話     | 10月26日       |
| 第17話 |          | 私底下的真心話                   | 高屋敷英夫 | 鮑伯白旗 | 渡邊正彥 | 青柳謙二 小笠原理惠 飯飼一幸                    | 山田正樹   | 第20話     | 11月2日        |
| 第18話 |          | 落寞的季節                       | 高屋敷英夫 | 鮑伯白旗 | 吉田俊司 | 山村俊了 重松晉一 岡戶智凱                      | 山田正樹   | 第21話     | 11月9日        |
| 第19話 |          | 戰力外通告                       | 高屋敷英夫 | 齋藤德明 | 門田英彥 | 權容祥                                          | 工藤裕加   | 第22話     | 11月16日       |
| 第20話 |          | 球迷感謝日                       | 高屋敷英夫 | 藤原良二 | 又野弘道 | 小田真弓 大西陽一 青野厚司                      | 山田正樹   | 第23話     | 11月23日       |
| 第21話 |          | 沒工作要結婚…!?                  | 高屋敷英夫 | 村田尚樹 | 村田尚樹 | 森悅史 中熊太一 木下                            | 工藤裕加   | 第25話     | 11月30日       |
| 第22話 |          | 瞬間大逆轉！                     | 高屋敷英夫 | 藤原良二 | 飯村正之 | 井一平 那須野文                                 | 山田正樹   | 第25話     | 12月7日        |
| 第23話 |          | 更新契約，前篇                   | 高屋敷英夫 | 齋藤德明 | 渡邊正彥 | 青柳謙二 小笠原理惠 飯飼一幸                    | 工藤裕加   | 第26話     | 12月14日       |
| 第24話 |          | 更新契約，後篇                   | 高屋敷英夫 | 齋藤德明 | 吉田俊司 | 中熊太一 小田真弓 大西陽一                      | 大貫健一   | 第26話     | 12月21日       |

### 播放電視台
| 播放期間                     | 播放時間                  | 電視台           | 播放地區   | 備註                   |
| ---------------------------- | ------------------------- | ---------------- | ---------- | ---------------------- |
| 2018年4月6日－6月22日        | 星期五 22時30分－23時00分 | BS SKY Perfect！ | 日本全國   | 製作參加 BS放送 有重播 |
| 2018年6月29日－9月7日        | 星期五 26時29分－26時59分 | 中京電視台       | 中京廣域圈 | [ 15 ] [ 註 2 ]        |
| 2018年7月1日－9月23日        | 星期日 18時30分－19時00分 | BS日視           | 日本全國   | BS放送                 |
| 2018年7月3日－9月18日        | 星期二 25時45分－26時15分 | 中國放送         | 廣島縣     |                        |
| 2018年7月5日－9月20日        | 星期四 26時04分－26時34分 | 南海放送         | 愛媛縣     | [ 15 ]                 |
| 2018年11月12日－2019年2月4日 | 星期一 24時58分－25時28分 | IBC岩手放送      | 岩手縣     |                        |
| 2019年1月11日－3月29日       | 星期五 26時24分－26時54分 | 宮城電視台       | 宮城縣     |                        |
| 2019年4月8日－6月24日        | 星期一 23時00分－23時30分 | 栃木電視台       | 栃木縣     |                        |

| 上架期間              | 上架時間   | 上架網站  | 備註     |
| --------------------- | ---------- | --------- | -------- |
| 2018年7月1日－9月23日 | 每週日更新 | U-NEXT    | [ 註 3 ] |
| 2018年7月2日－9月24日 | 每週一更新 | d動畫商城 |          |

| 播放期間                | 播放時間                  | 電視台           | 播放地區   | 備註                   |
| ----------------------- | ------------------------- | ---------------- | ---------- | ---------------------- |
| 2018年10月5日－12月21日 | 星期五 22時30分－23時00分 | BS SKY Perfect！ | 日本全國   | 製作參加 BS放送 有重播 |
| 2019年1月10日－3月28日  | 星期四 26時09分－26時39分 | 南海放送         | 愛媛縣     |                        |
| 2019年2月9日－4月27日   | 星期六 25時59分－26時29分 | 中京電視台       | 中京廣域圈 | 『CHUKUO ANIME』第1部  |
| 2019年4月23日－7月9日   | 星期二 25時45分－26時15分 | 中國放送         | 廣島縣     |                        |
| 2019年7月1日－9月16日   | 星期一 23時00分－23時30分 | 栃木電視台       | 栃木縣     |                        |

| ANIMAX 每天 20:30－21:00 節目 | ANIMAX 每天 20:30－21:00 節目            | ANIMAX 每天 20:30－21:00 節目 |
| ----------------------------- | ---------------------------------------- | ----------------------------- |
|                               | 錢進球場 （2020年4月6日－2020年4月29日） |                               |
| 噬血狂襲 第3季                | 為了女兒，我說不定連魔王都能幹掉。       |                               |

## 外部連結
- 《錢進球場》／原作：森高夕次 漫畫：足立刑事／Morning官方網站／Moae （页面存档备份，存于） （日語）
- 《錢進球場 ～東京巨蛋篇～》／原作：森高夕次 漫畫：足立刑事／Morning官方網站／Moae （页面存档备份，存于） （日語）
- 《錢進球場 ～太平洋聯盟篇～》／原作：森高夕次 漫畫：足立刑事／Morning官方網站／Moae （页面存档备份，存于） （日語）
- 《錢進球場》特別專設應援官網｜baseball.com （页面存档备份，存于） （日語）
- 錢進球場（官方）的X（前Twitter）（日語）
- 電視動畫「錢進球場」官方網站 （页面存档备份，存于） （日語）
- 電視動畫「錢進球場」官方的X（前Twitter） （日語）
- 錢進球場女子官方網站 （页面存档备份，存于） （日語）